# Eudromiella calcarata
Eudromiella calcarata är en kackerlacksart som beskrevs av Bei-Bienko 1947. Eudromiella calcarata ingår i släktet Eudromiella och familjen småkackerlackor. Inga underarter finns listade i Catalogue of Life.